# Iván Marcano
Iván Marcano Sierra (Santander, 23 giugno 1987) è un calciatore spagnolo, difensore svincolato.

## Caratteristiche tecniche
Difensore centrale di piede mancino, forte fisicamente, è abile nell'impostazione del gioco e nella marcatura individuale. Può giocare anche come terzino sinistro. Bravo in fase realizzativa e nel gioco aereo, può essere utilizzato indifferentemente sia una difesa a 4 che in una a 3. Per le sue caratteristiche è stato paragonato a Federico Fazio, suo compagno di squadra alla Roma.

## Carriera

### Club

#### Giovanili e Racing Santander
Cresciuto nel settore giovanile del Racing Santander, ha esordito in prima squadra il 30 settembre 2007, nella partita vinta per 0-1 contro l'Almería, fornendo una buona prestazione individuale e venendo sostituito al 78º minuto. Il 28 settembre 2008 ha segnato la prima rete in carriera, in occasione della sconfitta per 1-2 contro il Maiorca.

#### Villarreal e prestiti
Il 3 luglio 2009 viene acquistato per 6 milioni di euro dal Villarreal, con cui firma un contratto di sei anni.
Dopo una stagione deludente, l'8 giugno 2010 passa in prestito al Getafe.
Il 16 giugno 2011 si trasferisce, sempre a titolo temporaneo, all'Olympiakos, dove ritrova Ernesto Valverde, che lo aveva già allenato al Villarreal, e gli ex compagni di squadra David Fuster e Ariel Ibagaza. Al termine della stagione conquista la vittoria del campionato e della Coppa di Grecia.

#### Rubin Kazan e di nuovo Olympiakos
Il 2 giugno 2012 viene ceduto per 5 milioni di euro al Rubin Kazan'. Il 24 gennaio 2014 passa in prestito con diritto di riscatto all'Olympiakos, con cui vince nuovamente il campionato.

#### Porto, la parentesi Roma e di nuovo Porto
Passato nel successivo mercato estivo al Porto, con cui firma un quadriennale, diventa rapidamente uno dei leader dei Dragões, conquistando con la squadra lusitana la Primeira Liga 2017-2018, terminata con il record storico di 88 punti.
Il 31 maggio 2018 firma con la Roma un accordo triennale fino al 2021. Esordisce con i giallorossi il 31 agosto 2018, nel match perso contro il Milan. Il 14 gennaio 2019 sigla il suo primo e unico goal con i giallorossi, nel match di Coppa Italia contro l'Entella.
Dopo una sola stagione al club capitolino, l'11 luglio 2019 il difensore iberico fa ritorno a titolo definitivo al Porto al prezzo di 3 milioni di euro, siglando un contratto di quattro anni. Fa il suo secondo debutto con i Dragões il 7 agosto successivo, nel match preliminare di Champions League contro il Krasnodar.

### Nazionale
Ha partecipato con la nazionale under-21 spagnola agli Europei di categoria del 2009, disputando l'ultima partita del girone, che ha sancito l'eliminazione delle Furie Rosse al primo turno.

## Statistiche

### Presenze e reti nei club
Statistiche aggiornate al 28 novembre 2023.
| Stagione                  | Squadra                   | Campionato                | Campionato | Campionato | Coppe nazionali | Coppe nazionali | Coppe nazionali | Coppe continentali | Coppe continentali | Coppe continentali | Altre coppe | Altre coppe | Altre coppe | Totale | Totale |
| Stagione                  | Squadra                   | Comp                      | Pres       | Reti       | Comp            | Pres            | Reti            | Comp               | Pres               | Reti               | Comp        | Pres        | Reti        | Pres   | Reti   |
| ------------------------- | ------------------------- | ------------------------- | ---------- | ---------- | --------------- | --------------- | --------------- | ------------------ | ------------------ | ------------------ | ----------- | ----------- | ----------- | ------ | ------ |
| 2005-2006                 | Racing Santander B        | SDB                       | 10         | 0          | -               | -               | -               | -                  | -                  | -                  | -           | -           | -           | 10     | 0      |
| 2006-2007                 | Racing Santander B        | SDB                       | 32         | 0          | -               | -               | -               | -                  | -                  | -                  | -           | -           | -           | 32     | 0      |
| Totale Racing Santander B | Totale Racing Santander B | Totale Racing Santander B | 42         | 0          |                 | -               | -               |                    | -                  | -                  |             | -           | -           | 42     | 0      |
| 2007-2008                 | Racing Santander          | PD                        | 2          | 0          | CR              | 2               | 0               | -                  | -                  | -                  | -           | -           | -           | 4      | 0      |
| 2008-2009                 | Racing Santander          | PD                        | 34         | 2          | CR              | 2               | 0               | CU                 | 5                  | 0                  | -           | -           | -           | 41     | 2      |
| Totale Racing Santander   | Totale Racing Santander   | Totale Racing Santander   | 36         | 2          |                 | 4               | 0               |                    | 5                  | 0                  |             | -           | -           | 45     | 2      |
| 2009-2010                 | Villarreal                | PD                        | 16         | 1          | CR              | 4               | 0               | UEL                | 7                  | 0                  | -           | -           | -           | 27     | 1      |
| 2010-2011                 | Getafe                    | PD                        | 29         | 1          | CR              | 4               | 0               | UEL                | 5                  | 0                  | -           | -           | -           | 38     | 1      |
| 2011-2012                 | Olympiacos                | SL                        | 28         | 4          | CG              | 4               | 0               | UCL+UEL            | 5+4                | 0+1                | -           | -           | -           | 41     | 5      |
| 2012-2013                 | Rubin Kazan'              | PL                        | 21         | 1          | KR              | 1               | 0               | UEL                | 10                 | 1                  | SR          | 1           | 0           | 33     | 2      |
| 2013-gen. 2014            | Rubin Kazan'              | PL                        | 17         | 0          | KR              | 0               | 0               | UEL                | 11                 | 1                  | -           | -           | -           | 28     | 1      |
| Totale Rubin Kazan'       | Totale Rubin Kazan'       | Totale Rubin Kazan'       | 38         | 1          |                 | 1               | 0               |                    | 21                 | 2                  |             | 1           | 0           | 61     | 3      |
| gen.-giu. 2014            | Olympiacos                | SL                        | 7          | 1          | CG              | 3               | 0               | UCL                | 2                  | 0                  |             | -           | -           | 12     | 1      |
| Totale Olympiakos         | Totale Olympiakos         | Totale Olympiakos         | 35         | 5          |                 | 7               | 0               |                    | 11                 | 1                  |             | -           | -           | 53     | 6      |
| 2014-2015                 | Porto                     | PL                        | 20         | 0          | CP+CdL          | 1+5             | 0               | UCL                | 6                  | 0                  | -           | -           | -           | 32     | 0      |
| 2015-2016                 | Porto                     | PL                        | 22         | 2          | CP+CdL          | 4+1             | 0               | UCL+UEL            | 5+1                | 0                  | -           | -           | -           | 33     | 2      |
| 2016-2017                 | Porto                     | PL                        | 32         | 4          | CP+CdL          | 2+2             | 0+1             | UCL                | 10                 | 0                  | -           | -           | -           | 46     | 5      |
| 2017-2018                 | Porto                     | PL                        | 30         | 5          | CP+CdL          | 5+4             | 1+0             | UCL                | 7                  | 1                  | -           | -           | -           | 46     | 7      |
| 2018-2019                 | Roma                      | A                         | 10         | 0          | CI              | 1               | 1               | UCL                | 2                  | 0                  | -           | -           | -           | 13     | 1      |
| 2019-2020                 | Porto                     | PL                        | 23         | 5          | CP+CdL          | 1+3             | 1+0             | UCL+UEL            | 3+8                | 0                  | -           | -           | -           | 38     | 6      |
| 2020-2021                 | Porto                     | PL                        | 1          | 0          | CP+CdL          | 0+0             | 0               | UCL                | 0                  | 0                  | SP          | 0           | 0           | 1      | 0      |
| 2021-2022                 | Porto                     | PL                        | 8          | 1          | CP+CdL          | 1+1             | 0               | UCL+UEL            | 2+0                | 0                  | -           | -           | -           | 12     | 1      |
| 2022-2023                 | Porto                     | PL                        | 25         | 4          | CP+CdL          | 6+6             | 2+1             | UCL                | 3                  | 0                  | SP          | 1           | 0           | 41     | 7      |
| 2023-2024                 | Porto                     | PL                        | 5          | 2          | CP+CdL          | 0+0             | 0+0             | UCL                | 0                  | 0                  | SP          | 1           | 0           | 6      | 2      |
| Totale Porto              | Totale Porto              | Totale Porto              | 166        | 23         |                 | 42              | 6               |                    | 45                 | 1                  |             | 2           | 0           | 255    | 30     |
| Totale carriera           | Totale carriera           | Totale carriera           | 372        | 33         |                 | 63              | 7               |                    | 95                 | 4                  |             | 3           | 0           | 534    | 44     |

## Palmarès

### Club

#### Competizioni nazionali
- Campionato greco: 2

Olympiakos: 2011-2012, 2013-2014
- Coppa di Grecia: 1

Olympiakos: 2011-2012
- Supercoppa di Russia: 1

Rubin Kazan: 2012
- Campionato portoghese: 3

Porto: 2017-2018, 2019-2020, 2021-2022
- Coppa del Portogallo: 4

Porto: 2019-2020, 2021-2022, 2022-2023, 2023-2024
- Supercoppa di Portogallo: 2

Porto: 2020, 2024
- Coppa di Lega portoghese: 1

Porto: 2022-2023